# Elizabeth Azcona Cranwell
Pour le village anglais, voir Cranwell. Pour la botaniste néo-zélandaise, voir Lucy Cranwell
Elizabeth Azcona Cranwell, née le 10 mars 1933 à Buenos Aires et morte le 2 décembre 2004 dans la même ville, est une écrivain, traductrice et enseignante argentine. Elle était également critique littéraire pour le journal La Nación.
Elizabeth Azcona Cranwell a traduit en espagnol les poésies de Dylan Thomas et William Shand ainsi que les contes d’Edgar Allan Poe.

## Quelques œuvres
- 1955 - Capítulo sin presencia
- 1956 - La vida disgregada
- 1963 - Los riesgos y el vacío
- 1966 - De los opuestos
- 1971 - Imposibilidad del lenguaje o los nombres del amor
- 1971 - La vuelta de los equinoccios
- 1978 - Anunciación del mal y la inocencia
- El mandato
- 1987 - Las moradas del sol
- 1990 - El escriba de la mirada fija
- La mordedura
- 1997 - El reino intermitente

## Source
- (es) Cet article est partiellement ou en totalité issu de l’article de Wikipédia en espagnol intitulé « Elizabeth Azcona Cranwell » (voir la liste des auteurs).

1. ↑  https://www.lanacion.com.ar/cultura/fallecio-elizabeth-azcona-cranwell-nid659954